# Dan Waern
Dan John Rune Waern (ur. 17 stycznia 1933 w Sköldinge w gminie Katrineholm) – szwedzki lekkoatleta, średniodystansowiec, wicemistrz Europy z 1958.
Wystąpił na igrzyskach olimpijskich w 1956 w Melbourne w biegu na 1500 metrów, ale odpadł w eliminacjach.
Na mistrzostwach Europy w 1958 w Sztokholmie zdobył srebrny medal w tej konkurencji za Brianem Hewsonem z Wielkiej Brytanii.
Krótko po mistrzostwach Europy, 19 września 1958 w Turku ustanowił rekord świata w biegu na 1000 metrów czasem 2:18,1, który następnie poprawił 21 sierpnia 1959 w Karlstad wynikiem 2:17,8.
Zajął 4. miejsce w finale biegu na 1500 metrów na igrzyskach olimpijskich w 1960 w Rzymie. Zwyciężył w biegu na 800 metrów oraz na 1500 metrów na mistrzostwach Skandynawii w 1961 w Oslo.
Oprócz rekordów świata w biegu na 1000 metrów Waern był pięciokrotnym rekordzistą Szwecji w biegu na 800 metrów (do wyniku 1:47,5 25 sierpnia 1961 w Borås) oraz czterokrotnym w biegu na 1500 metrów (do wyniku 3:38,6 18 września 1960 w Göteborgu).
Był mistrzem Szwecji w biegu na 800 metrów w latach 1958-1960 oraz w biegu na 1500 metrów w latach 1956-1961.
W 1957 otrzymał Svenska Dagbladets guldmedalj, nagrodę dla najlepszego sportowca Szwecji w tym roku.